# Biały Dunajec
Biały Dunajec (em eslovaco:  Biely Dunajec) é uma vila situada no voivodia da Pequena Polônia, região sul da Polônia desde 1999. Anteriormente localizava-se no voivodia de Nowy Sącz de 1975 até 1998. Encontra-se aproximadamente 10 quilômetros ao nordeste de Zakopane e 77 quilômetros ao sul da capital regional Cracóvia, no rio Dunajec.
Segundo o Gabinete Central de Estatística da Polônia, em 30 de junho de 2015 a vila tinha uma população de 7 082 habitantes.